# Miroslav Wiecek
Miroslav Wiecek (* 4. November 1931 in Ostrava; † 12. Juli 1997) war ein tschechischer Fußballspieler. In 325 Erstligaspielen schoss er 174 Tore.

## Spielerkarriere
Miroslav Wiecek spielte seit seiner Jugend für Baník Ostrava, in der Saison 1947/48 kam der Stürmer zu seinen ersten Einsätzen in der Erstligamannschaft des Vereins. Schnell entwickelte er sich zu einem zuverlässigen Torjäger, 1952 war Wiecek mit 20 Toren bester Torschütze der Liga. Am 4. Oktober 1953 debütierte Wiecek im Dress der Tschechoslowakischen Nationalmannschaft, die an diesem Tag Ungarn mit 1:5 unterlag. Es sollte Wieceks einziges Länderspiel bleiben.
1956 wurde er mit 15 Treffern erneut bester Torjäger. Er wollte zu Slavia Prag wechseln, doch der Transfer wurde von kommunistischen Funktionären verhindert. Noch zwei Mal, 1958 und 1959 sicherte sich Wiecek die Torjägerkanone. Als er 1964 zum Lokalrivalen VŽKG Vítkovice wechselte, hatte Wiecek in 325 Erstligaspielen 174 Tore für Baník Ostrava erzielt und war damit erfolgreichster Stürmer der Nachkriegszeit.
Seine Laufbahn ließ Wiecek von 1968 bis 1970 als Spielertrainer beim unterklassigen Verein Tatra Kopřivnice ausklingen.

### Stationen
- Baník Ostrava (1942–1964)
- TJ VŽKG Vítkovice (1964–1967)
- Tatra Kopřivnice (1968–1970, Spielertrainer)

### Erfolge
- vier Mal Torschützenkönig der Tschechoslowakischen 1. Liga: 1952 (20 Tore), 1956 (15 Tore), 1958 (25 Tore), 1959 (20 Tore)
- Mitglied im Klub ligových kanonýrů

## Trainerkarriere
Von 1970 bis 1973 trainierte Miroslav Wiecek die B-Mannschaft von Baník Ostrava in der 3. Liga. Anschließend war er Trainer bei NHKG Ostrava in der 2. Liga, allerdings stieg die Mannschaft ab und wurde im Folgejahr nur Vierter in der Gruppe B der 3. Liga. In der Saison 1975/76 war er Co-Trainer bei TJ TŽ Třinec, von 1976 bis 1982 trainierte er VOKD Poruba, zunächst in der dritten, dank einer Reorganisation 1981/82 in der zweiten Liga. Von 1982 bis 1983 war Wiecek Trainer der nordjemenitischen Fußballnationalmannschaft.

### Stationen
- Baník Ostrava B (1970–1973)
- NHKG Ostrava
- TJ TŽ Třinec (1975/76, Co-Trainer)
- VOKD Poruba (1976–1982)
- Nordjemen (1982–1983)